# Robina Muqimyar
Robina Jalali, também conhecida como Robina Muqimyar (nascida em 3 de julho de 1986) é um ex-atleta olímpica, que representou o Afeganistão, nas Olimpíadas de 2004 e 2008 e em 30 outros eventos internacionais a competir nos 100 metros rasos. Ela competiu como atleta sob o nome de Muqimyar e também já concorreu para uma cadeira na câmara baixa do parlamento do Afeganistão, o Wolesi Jirga, usando seu nome de família, Jalali.
Ela atraiu a atenção internacional durante as competições pois competia enquanto estava vestida com o hijab, o tradicional manto que cobre a cabeça da mulher muçulmana, e porque ela foi uma das duas primeiras mulheres a representar o Afeganistão no Jogos Olímpicos, competindo junto com o judoca Friba Razayee no Jogos Olímpicos de Verão de 2004 em Atenas.
Jalali nasceu em Cabul, no Afeganistão, e é um dos nove filhos (sete meninas e dois meninos). O seu pai era um homem de negócios na indústria de computadores, que agora dirige uma empresa sem fins lucrativos que ensina as mulheres afegãs como costurar. Jalali foi educada em casa durante a era dos talebãs, quando a escolarização para as meninas era proibida. Contudo, ela frequentou a escola depois de 2001. Descrevendo a vida sob os talibãs, ela disse: "Não havia nada para nós, as meninas sob o regime talibã. Você não podia ir para a escola. Você não podia jogar, você não podia fazer nada. Você estava em casa o tempo todo."

## Olimpíadas de 2004
Muqimyar participou da corrida feminina de 100 m rasos. Ela terminou em sétimo lugar numa corrida com 8 atletas, com um tempo de 14.14 segundos, 0,15 segundos à frente de Fartun Abukar Omar, da Somália. A corrida foi ganha por Veronica Campbell da Jamaica, com um tempo de 11.17 segundos. Muqimyar tinha 17 anos na época do evento. Ela correu com uma roupa não adequada para a competição, ao invés de incluir uma roupa mais aerodinâmica como as suas adversárias.

## Olimpíadas de 2008
Ela não foi inicialmente marcada para competir nas Olimpíadas de 2008 em Pequim, mas  juntou-se à delegação afegã depois da sprinter feminina Mehboba Ahdyar ter deixado o seu campo de formação, em junho para buscar asilo político na Noruega. No Jogos Olímpicos de Verão 2008 ela participou nas corridas de 100 metros. Em sua primeira rodada, ela ficou em oitavo e último lugar, com um tempo de 14.80, que não foi o suficiente para ela avançar para a segunda rodada.